# Останній лімузин
«Останній лімузин» (рос. Последний лимузин) — фільм відзнятий режисером Дар'єю Хльосткіною. Фільм — учасник міжнародного кінофестивалю Docudays UA.

### Сюжет
Михайло, Андрій, Ніна, Володимир, Надя та Люда — п'ятеро працівників колись могутнього автомобільного заводу ЗІЛ. Вони займали різні посади — від начальників та інженерів до майстрів і різноробів — і з болем сприймають безжальний занепад підприємства, намагаючись вистояти завдяки своєму професіоналізму в умовах, коли все навколо нищиться. Раптом завод отримує замовлення на виготовлення трьох легендарних лімузинів ручного збирання. Ці автомобілі колись були одним із основних символів військових парадів армії Радянського Союзу на Красній площі у Москві. Михайло разом зі своєю командою фахівців з ентузіазмом береться до справи, радіючи можливості показати, чого вони варті…